# قصة مدينتين
قصة مدينتين (بالإنجليزية: A Tale of Two Cities) هي الرواية التاريخية الثانية للكاتب تشارلز ديكنز، تدور أحداثها في لندن، إنجلترا وباريس، فرنسا خلال أحداث الثورة الفرنسية.
الرواية تصوّر محنة الطبقة العاملة الفرنسية تحت القمع الوحشى للأرستقراطية الفرنسية خلال السنوات التي قادت إلى الثورة، والوحشية التي مارسها الثوريون ضد الأرستقراطيين في السنوات الأولى للثورة.
الرواية تتبع حياة بعض الأشخاص خلال تلك الأحداث، أشهرهم في الرواية هو تشارلز دارنى، أحد الأرستقراطيين الفرنسيين، الذي يقع ضحية للثورة العمياء التي لم تميز بين الخير والشر برغم شخصيته الطيبة، وسيدنى كارتون، المحام الانجليزى السكير، الذي يضحى بحياته لأجل حبه لزوجة دارنى، لوسى مانيت.
هذه الرواية هي الرواية الأكثر تدريساً في المدارس الثانوية في الولايات المتحدة والكثير من دول العالم.
نُشرت الرواية أسبوعيًّا (على خلاف معظم روايات ديكنز الأخرى التي كانت تنشر شهريًّا). الحلقة الأولى نشرت في العدد الأول للنشرة الدورية لديكنز «على مدار العام» (بالإنجليزية: All the Year Round) التي نشرت في 30 أبريل عام 1859، ونشرت على مدار 31 عدد نُشر الأخير منها يوم 26 نوفمبر من نفس العام.

## ملخص الأحداث

### الفصل الأول،العائد إلى الحياة
في عام 1775، يسافر جارفيس لورى، أحد موظفى بنك تيلسون من إنجلترا إلى فرنسا ليقوم بإحضار دكتور الكساندر مانيت إلى لندن. في مدينة دوفر، وقبل العبور إلى فرنسا، يقابل لوسي مانيت ذات السبعة عشر عاماً، ويخبرها أن والدها دكتور مانيت لم يمت حقاً كما قيل لها، لكنه كان سجيناً في سجن الباستيل للثمانى عشر عاماً الأخيرة.
يسافر لوري ولوسي إلى سانت انطوان، إحدى ضواحى باريس حيث يقابلوا آل ديفارج، مسيو ارنست ومدام تريز ديفارج اللذان يمتلكان إحدى الحانات، كما يقومون سراً بقيادة فرقة من الثوريين الذين يشيرون لأنفسهم بالاسم الرمزي جاك.
مسيو ديفارج (الذي كان خادماً لدكتور مانيت قبل سجنه والآن أصبح يعتني بها) يأخذ لوري ولوسي لرؤية دكتور مانيت، الذي فقد احساسه بالواقع بسبب هول معاناته في السجن، فقد أصبح يجلس طوال اليوم في غرفة مظلمة يصنع الأحذية. وفي البداية لا يتعرّف إلى ابنته، ولكن بالتدريج يبدأ في أن يتذكرها بسبب شعرها الذهبي الطويل الشبيه بوالدتها.

### الجزء الثانى،الخيط الذهبي
لقد جاء العام 1780، والآن تجري محاكمة المهاجر الفرنسي تشارلز دارني في محكمة أولد بايلى بتهمة الخيانة، ويقوم جاسوسان، جون بارساد وروجر كلاى بمحاولة الصاق تهم باطلة بـ دارني لأجل مصلحتهم الشخصية.
وقد قدما ادعاءات مفادها أن دارنى -وهو رجل فرنسي- أعطى معلومات عن الجنود الأمريكيين في شمال أمريكا للفرنسيين، وتتم تبرئة دارني عندما يفشل شاهد كان يدّعي أنه يستطيع التعرف إلى دارني في أي مكان وانه لا ينسى الوجوه ابدا في أن يفرّق بينه وبين سيدني كارتون، أحد المحامين المدافعين عن دارني، والذي صدف أنه يشبهه تماما.
في باريس، يقوم الماركيز سان ايفرموند -عم دارنى- بدهس ابن الفلاح الفقير جاسبارد، ثم يقوم بإلقاء عملة له كتعويض عن خسارته. يقوم مسيو ديفارج بمساعدة جاسبارد ويلقي له الماركيز بعملة هو الآخر. وبينما يهمّ سائق عربة الماركيز بالرحيل، يقوم ديفارج بإلقاء العملة مرة أخرى داخل العربة، مما يثير غضب الماركيز.
عندما يصل الماركيز إلى قصره، يقابل ابن اخوة، تشارلز دارنى (أي أن اسم عائلة دارنى الحقيقى هو ايفرموند، ولكن لأجل اشمئزازه من أفعال عائلتة فقد قرر أن يحمل اسماً مشتقاً من اسم والدتة D'Aulnais) ويتجادل الاثنان، لأن دارني يشعر بالشفقة تجاة الفلاحين في حين أن الماركيز قاسي.
تلك الليلة، يقوم جاسبارد (الذي اختبأ أسفل عربة الماركيز وتبعة إلى قصرة) بقتل الماركيز أثناء نومه، ويترك ورقة تقول «انقلوه سريعاً إلى قبرة، التوقيع جاك».
في لندن، يحصل دارني على إذن دكتور مانيت ليتزوج لوسي، لكن كارتون يعترف بحبه لـ لوسي هو أيضاً. عالماً أنها لن تحبه بالمثل، ويقطع كارتون وعداً أن يقبل بأي تضحية لأجلها ولأجل من يهمها أمرهم.
في صباح يوم زواجه، يعترف دارني لدكتور مانيت أن اسمه الحقيقى هو ايفرموند، وهذا يتسبب لدكتور مانيت في صدمة شديدة تجعله يعود إلى صناعة الأحذية لمدة تسعة أيام ولكنه يتعافى مرة أخرى. ويظن مستر لوري والآنسة بروس ممرضة دكتور مانيت أن السبب في ذلك حزنه لفراق ابنته بسبب زواجها، لكنهم لا يعلمون - ولا القارئ - ما يعنيه اسم عائلة ايفرموند للدكتور مانيت.
وفي 14 يوليو 1789، يقود آل ديفارج الهجوم على سجن الباستيل. ويدخل ديفارج الزنزانة القديمة التي كان دكتور مانيت حبيساً بها رقم «105 البرج الشمالي»، ولا يعلم القارئ ما الذي كان يبحث عنه ديفارج في الزنزانة حتى الفصل التاسع بالجزء الثالث من الرواية، وهو الجزء الذي يحكي فيه دكتور مانيت سبب سجنه.
في صيف عام 1792، يصل خطاب لدارني من جابيل، أحد خدم الماركيز، يخبره فيه أنه قُبض عليه وتم سجنه، ويطلب من دارني أن يأتي ليعينه. يسافر دارني إلى باريس لمساعدة جابيل. بعض القراء يرون أن هذا الفعل كان غباءً من دارني، أن يقلل من شأن الخطر الرهيب الذي سيواجهه، مع ملاحظة أن دارني سافر دون أن يعلم زوجته بخطته.

### الجزء الثالث، آثار العاصفة
في فرنسا، يُدان دارني بسبب هجرته من فرنسا، ويتم سجنه في سجن لافورس في باريس. يسافر دكتور مانيت ولوسي مع ميس بروس وجيرى كرانشر، ولوسي الصغيرة ابنة تشارلز ولوسي دارني، إلى باريس لمقابلة مستر لوري ليحاولوا تحرير دارني من السجن. تمر ثلاثة شهور، ولكن تتم محاكمة دارني ويستطيع دكتور مانيت -بسبب اعتباره بطلاً لسجنه الطويل في الباستيل- أن يحرره.
لكن في نفس الليلة، يعاد القبض على دارني ومحاكمته مرة أخرى في اليوم التالي بتهم جديدة قدمها آل ديفارج، وشخص آخر (نكتشف لاحقاً أنه دكتور مانيت نفسه، وذلك من خلال وصيته التي تركها في الباستيل، ويُصدم دكتور مانيت عندما يعلم أن كلماته استخدمت لإدانة دارني.)
على جانب آخر، تصاب ميس بروس بالذهول عندما تقابل أخيها المفقود سولومون، لكن سولومون لم يكن يريد أن يتعرف عليه أحد، ويظهر سيدني كارتون فجأة ويتعرف على سولومون، ويتضح أن سولومون هو نفسه جون بارساد، أحد الرجال الذين قاموا باتهام دارني باطلاً بالخيانة أثناء محاكمته الأولى في لندن. يهدد كارتون بفضح سولومون وأنه جاسوس مزدوج لصالح الفرنسيين والبريطانيين حسبما يروق له. وإذا عُرف هذا الأمر سيتم إعدام سولومون بالتأكيد، وهكذا أحكم سيدنى كارتون قبضته عليه.
يواجه مسيو ديفارج دارني في المحكمة، ويعرّف دارني أنه ماركيز سان ايفرموند ويقوم مسيو ديفارج بقراءة الخطاب الذي خبأه دكتور مانيت في زنزانته في الباستيل. يحكي الخطاب كيف أن الماركيز السابق سان ايفرموند (والد دارنى) وأخيه التوأم (الماركيز الذي قام جاسبارد بقتله في بداية القصة) قاما بحبس دكتور مانيت في الباستيل لأنه حاول أن يفضح جرائمهم ضد عائلة من الفلاحين، فقد كان الأخ الأصغر مفتوناً بإحدى الفتيات، فقام بخطفها واغتصابها، وقتل زوجها وأخوها وأبوها.
وقام أخو الفتاة قبل أن يُقتل بإخفاء أخته الصغيرة الأخرى وهي آخر عضو باق في العائلة في مكان آمن. وتستمر الوصية في إدانة آل ايفرموند كلهم حتى آخر فرد فيهم. يُصدم دكتور مانيت، لكن لا يهتم أحد باعتراضاته لأنه لا يستطيع أن يسحب اتهاماته. يتم إرسال دارني إلى سجن كونسييرجيرى في باريس لكي يتم إعدامه بالمقصلة في اليوم التالي.
يذهب كارتون إلى متجر الخمور الخاص بآل ديفارج، ويسمع مدام ديفارج تتحدث عن خططها لإدانة باقي عائلة دارني (لوسي ولوسي الصغيرة)، ويكتشف كارتون أن مدام ديفارج هي الأخت الوحيدة الناجية من العائلة التي دمّرها آل ايفرموند.
في اليوم التالي، يصاب دكتور مانيت بالاكتئاب ويعود مرة أخرى إلى صناعة الأحذية بعد أن قضى الليلة السابقة كلها في محاولة انقاذ حياة دارني، ويحثّ كارتون مستر لوري أن يهرب إلى باريس مع لوسي وابنتها ووالدها.
وفي ذات الصباح يزور كارتون دارني في السجن، ويقوم بتخديره، ويقوم جون بارساد - الذي ابتزّه كارتون – بتهريب دارني من السجن. يقرر كارتون – الذي يشبه دارني تماماً- أن يمثّل دور دارني وأن يُعدم مكانه وذلك بسبب حبه للوسي وتحقيقاً لوعده لها. وتهرب عائلة دارني ومستر لوري إلى باريس ومعهم دارني غائباً عن الوعي ولكن معه أوراق تحقيق الشخصية الخاصة بـ سيدنى كارتون.
في تلك الأثناء، تذهب مدام ديفارج وهي مسلحة ببندقية إلى منزل عائلة لوسي على أمل أن تقبض عليهم وهم في حالة حداد على دارني (حيث أنه كان من غير القانوني التعاطف أو الحداد على أحد أعداء الجمهورية). لكن لوسي وطفلتها ووالدها ومستر لوري كانوا قد رحلوا بالفعل. وتقوم ميس بروس بمواجهة مدام ديفارج لإعطاء عائلة دارني الوقت للهرب، وينطلق سلاح مدام ديفارج ويصيبها، ويتسبب الصوت الناتج عنها في صمم دائم لـ ميس بروس.
تنتهى الرواية بقتل سيدني كارتون على المقصلة، ويقوم الكاتب بعرض أفكار كارتون في تلك اللحظة، بشكل تنبؤى نوعاً ما، فيرى كارتون بعين الخيال أن العديد من الثوريين سيتم إعدامهم بنفس المقصلة، ومنهم مسيو ديفارج وبارساد، وأن دارني ولوسي سينجبون ولداً يسمونه باسم كارتون، وسيكون هو الابن الذي يحقق الوعد الذي أضاعه كارتون.
«إن ما فعلته أفضل بكثير جداً مما فعلته على الإطلاق، وأنها لراحة أفضل بكثير مما عرفت على الإطلاق» – الجملة الختامية للرواية

## وصلات خارجية
- قصة مدينتين على موقع الموسوعة البريطانية (الإنجليزية)

- عرض للرواية على جريدة البيان الإمارات ملحق الكتب الاسبوعي